# Johnny Hodges

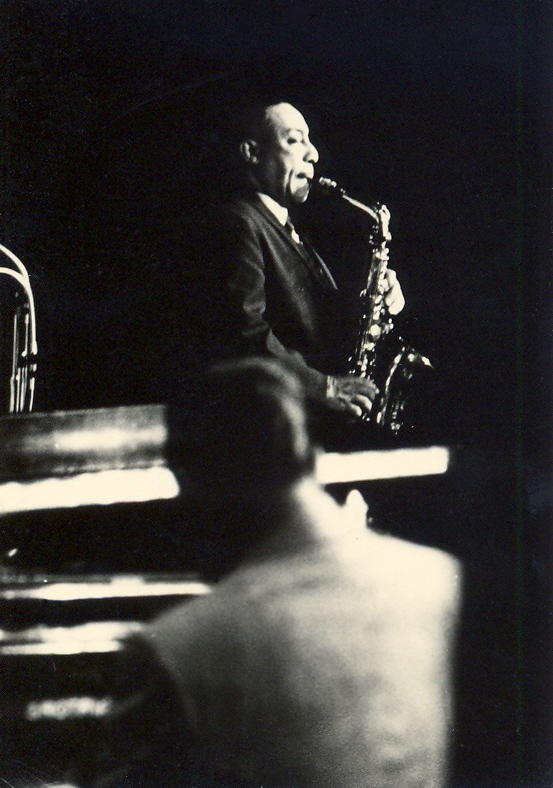
Johnny Hodges met op de rug gezien Duke Ellington, in Duitsland in 1965

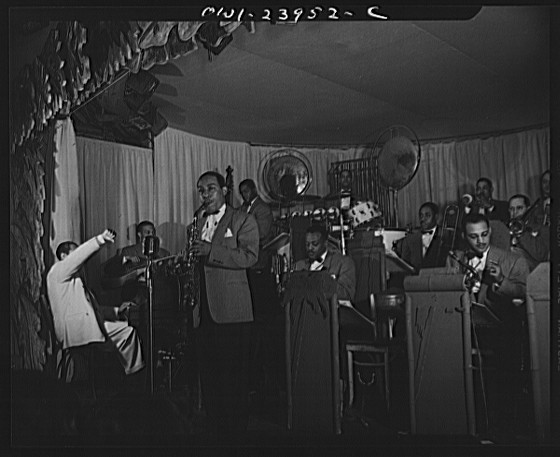
Johnny Hodges en het orkest van Duke Ellington, in Hurricane Ballroom, april 1943 (foto: Gordon Parks)

John Cornelius "Johnny" Hodges (Cambridge (Massachusetts), 25 juli 1906 - New York, 11 mei 1970) was een Amerikaanse altsaxofonist. Hij werd vooral bekend als saxofonist in het orkest van Duke Ellington, waar hij tientallen jaren werkte. Hij leidde er de saxofoonsectie. Hodges was een belangrijk geluid in de band van Ellington. 
Johnny Hodges speelde piano en drums, maar stapte over op de sopraansaxofoon toen hij veertien was. Kort daarop werd zijn instrument de altsaxofoon. Hij werd geïnspireerd door Sidney Bechet, van wie hij ook lessen kreeg. Verder was hij vooral autodidact. Hodges speelde met onder meer Lloyd Scott, Chick Webb en Willie "The Lion" Smith, maar zijn carrière begon pas echt in 1928, toen hij saxofonist werd in het orkest van Ellington. Hier zou hij uitgroeien tot de belangrijkste saxofonist, die een belangrijk deel van het geluid van de band bepaalde. Ellington schreef verschillende composities met het oog op het geluid van Hodges: "Confab with Rab" en "Jeep's Blues" (Rabbit en Jeep waren bijnamen van Hodges) en bijvoorbeeld "Hodge Podge". Andere songs waarin Hodges prominent optrad waren onder meer "Prelude to a Kiss", "I Got It Bad (And That Ain't Good)", "Blood Count", "Passion Flower"  en "Lotus Blossom". Hodges werd de leider van Ellingtons saxofoonsectie. 
In de jaren dertig en veertig was hij een van de belangrijkste saxofonisten in de jazz – alleen Benny Carter kwam in de buurt. Hij had een warme, volle toon en was als improvisator vindingrijk en elegant. Hij kon swingen en was een meester in de blues. Als hij een ballad speelde, met zijn herkenbare zuivere, fluwelen toon, was hij misschien wel op zijn best. Veel saxofonisten bewonderden hem, van Ben Webster tot John Coltrane. Bandleider Benny Goodman, met wie Hodges in 1938 optrad in het legendarische Carnegie Hall-concert, noemde hem "de grootste speler op altsax die ik ooit heb gehoord". Saxofonist Charlie Parker zei over hem: "Hij is de Lily Pons van zijn instrument". Zijn stijl werd dan ook vaak geïmiteerd.
Johnny Hodges speelde tientallen jaren bij Ellington, hoewel hij niet altijd tevreden was, met name over zijn salaris. Soms, als hij weer eens een prachtige solo had afgeleverd, maakte hij met zijn duim en wijsvinger het geldgebaar naar Ellington. In de jaren dertig had hij de gelegenheid af en toe met sidemen van Ellington opnamen te maken. In 1951 besloot hij een eigen band te beginnen, waarmee hij een hit had met "Castle Rock" (de solo werd geblazen door tenorsaxofoonspeler Al Sears). De groep van Hodges stopte ermee in 1955 en Hodges keerde terug naar het oude nest, waar hij tot zijn dood zou spelen. Af en toe maakte hij een plaat buiten Ellingtons band. Zo nam hij in de jaren zestig enkele albums op met organist Wild Bill Davis. Zijn laatste optreden was in 'Imperial Room' in Toronto, een week voor zijn overlijden. Johnny Hodges stierf aan een hartaanval.

## Discografie (selectie)
- In a Tender Mood, Verve, 1952
- Used to Be Duke, Verve, 1954
- Duke is in Bed (Johnny Hodges and the Ellington All Stars without Duke), Verve, 1956
- Back to Back {Duke Ellington en Johnny Hodges), Verve
- Side by Side (Duke Ellington en Johnny Hodges), Verve, 1958
- Johnny Hodges and His Strings Play the Prettiest Gershwin, Verve, 1960
- Everybody Knows Johnny Hodges, Impulse!, 1964
- Wings and Things (met Wild Bill Davis), Verve, 1965
- Blue Pyramid (met Wild Bill Davis), Verve, 1965
- Johnny Hodges and All the Dukesmen, Verve, 1966
- The Incomparable Pairing of Blues and Johnny Hodges, Verve, 1966
- Don't Sleep in the Subway, Verve, 1967
- Rippin' and Runnin', Verve, 1969

- Biblioteca Nacional de España: XX874439
- Bibliothèque nationale de France: cb13895251g (data)
- CiNii: DA14884107
- Gemeinsame Normdatei: 134407482
- International Standard Name Identifier: 0000 0000 8393 0254
- Library of Congress Control Number: n81071360
- Nationale Bibliotheek van Letland: 000302995
- MusicBrainz: 881d33d8-e86f-42e8-b571-dbde156f6907
- Nationale Bibliotheek van Tsjechië: ola2002157298
- Nationale bibliotheek van Australië: 35747991
- Nationale Bibliotheek van Israël: 987007348105005171
- Nederlandse Thesaurus van Auteursnamen: 073636037
- Istituto Centrale per il Catalogo Unico: UBOV515362
- SNAC: w6bz6sr7
- Système universitaire de documentation: 078061059
- Trove: 1069233
- Virtual International Authority File: 71578250
- WorldCat: E39PBJdmgmqM3p9jbhVcCqRxjC